# Клаус Гаклендер
Клаус Гаклендер (нім. Klaus Hackländer; 26 липня 1916, Геттінген — 17 червня 1944, Норвезьке море) — німецький офіцер-підводник, оберлейтенант-цур-зее крігсмаріне.

## Біографія
9 жовтня 1937 року вступив на флот. З грудня 1939 року служив на важкому крейсері «Адмірал Гіппер». В липні-грудні 1942 року пройшов курс підводника. З грудня 1942 року — 2-й вахтовий офіцер на підводному човні U-172. У вересні-жовтні 1943 року пройшов курс командира човна. З жовтня 1943 року — командир U-423. 9 червня 1944 року вийшов у свій перший і останній похід. 17 червня U-423 був потоплений в Норвезькому морі північно-східніше Шетландських островів (63°06′ пн. ш. 02°05′ сх. д.) глибинними бомбами норвезького летючого човна «Каталіна». Всі 53 члени екіпажу загинули.

## Звання
- Кандидат в офіцери (9 жовтня 1937)
- Морський кадет (28 червня 1938)
- Фенріх-цур-зее (1 квітня 1939)
- Оберфенріх-цур-зее (1 березня 1940)
- Лейтенант-цур-зее (1 травня 1940)
- Оберлейтенант-цур-зее (1 квітня 1942)